# 黃一嘉
黃一嘉（1978年9月13日—），台灣男演員、導演、主持人、製作人、表演指導。台大地理學系學士、政大企管所肄業，曾從事萬寶投顧、萬寶週刊研究記者、股市研究員、立委秘書等工作。台大椰風搖滾社時期，組成三太子樂團，擔任主唱。大學時期，考取華視演員訓練班第33期，接受為期半年的專業電視演員訓練。就讀碩士班時，因結識屏風表演班的李國修老師與林佳鋒執行長，後於2008年進入屏風表演班舞台劇《六義幫》接受專業劇場訓練，並辭去工作全心從事表演，台灣第一位公主遊輪中文遊輪娛樂總監。商業周刊1602期專題報導台灣5位斜槓名人之一。
屏風表演班「小戲大作」基本演員（2010年）、明星藝能學園綜藝班（2010年）、北藝大電影演員培訓班（2011年）。目前除在港台兩地從事表演與主持人工作，亦在象漾行銷公司擔任節目製作人，導演。
曾以《真假店員》入圍第九屆新傳獎最佳男演員，該片《真假店員》榮獲第九屆新傳獎最佳劇情長片、入圍第三十五屆金穗獎最佳學生作品、榮獲2013青春影展影視類優選獎作品。

## 戲劇作品

### 舞台劇
- 屏風表演班「小戲大作」固定演員
- 屏風表演班第三十八回作品《六義幫》舞台劇 演員 飾 警察、流氓等
- 屏風表演班與原舞團共同製作歌舞劇《百合戀》歌舞劇 飾 魯凱族勇士
- 2012藝穗節《詩/失-語關係》演員
- 2018明華園跨界文學作品《俠貓》 飾 金秀才
- 2019故事工廠第9回作品《明晚，空中見》 飾 醫生
- 2019當代客家劇場《美里啊》 飾 羅美里

### 學生製片
- 世新廣電系2000畢業製作 黃凱迪導演《阿傑》男主角
- 世新廣電系2010畢業製作 顏頲導演《委託者》男配角
- 台藝大廣電系2009在職班 祝濬清導演《索還》男主角
- 台藝大應用媒體藝術研究所 李喬菲導演《鑰匙事件》男主角
- 政大、世新、台藝大廣電科系2011聯合學生製作～張嘉翔導演《小河》男配角
- 北藝大電影創作研究所 王旭笙導演《斌斌》男主角
- 北藝大電影創作研究所 李祖浩導演《The Unwanted》男主角
- 北藝大電影創作研究所 莊絢維導演《Rain Dog》男配角
- 北藝大電影創作研究所 李祖浩導演《Room236》男主角
- 北藝大電影創作研究所 徐瑞良導演《Story In Between》男主角
- 北藝大電影創作研究所 金仲華導演《As Time Goes By》男主角
- 北藝大電影創作研究所 王旭笙導演《I Love You, Baby Peach》男配角
- 輔大影像傳播學系2012短片 蔡宗唐導演《真假店員》男主角
- 香港浸會大學MFA 2014電影 陳凌導演《晚風‧高雄‧港》男主角
- 世新廣電系2014畢業製作 張郡珊導演《荼靡》男主角
- 輔大影像傳播學系2014畢業製作 劉政瑋/蕭友棋導演《抉擇》男主角
- 元智資訊傳播學系2014畢業製作 蔡雅馨導演《謝謝收聽》男配角
- 南台資訊傳播學系2014畢業製作 蔡宗哲導演《甜蜜家庭》男主角
- 南台資訊傳播學系2014短片 許閏翔導演《SEE YOU》男配角
- 香港演藝學院2015短片《得而復失》男主角
- 香港知專設計學院數碼媒體系2015畢業作品《2048》男主角
- 香港知專設計學院2015短片《V Overture 序曲》男主角
- 台藝大應用媒體藝術研究所 吳亞庭導演《誰在舞台》前導片男主角
- 香港浸會大學MFA 2015短片 潘駿春導演《彼時近此時遠》男主角
- 世新廣電系2015畢業製作 張佑維導演《申命記》男配角
- 世新廣電系2015畢業製作 袁朗軒導演《無盡》男配角
- 台藝大廣電系2015畢業製作 蔡靜霈導演《Z光機》男配角
- 東方設計學院2015畢業製作 古翹瑋導演《心鎖》男主角
- 輔大影像傳播學系2015短片 李承霖導演《茶事》男主角
- 台藝大電影系2015短片 歐陽丞哲導演《賭戒》男主角
- 台藝大應用媒體藝術研究所2017畢業製作 吳亞庭導演《誰在舞台》男主角
- 世新廣電系2017畢業製作 林致任導演《保留通話》男主角
- 朝陽傳播藝術系2017畢業製作 楊昕燁導演《脫網魚》男主角
- 香港浸會大學MFA 2017電影 張嘉運導演《關於夏帆的一切》男主角
- 香港浸會大學本科 2017電影 李蔚峯導演《死亡報道》男主角
- 香港浸會大學電影學院 呂以彬導演《鄉·港人》男配角

### 電影
- 紀錄片《噍吧哖事件》 飾 抗日志士主角之一蘇有志
- 朱延平導演電影《天生一對》飾 攝影採訪記者
- 徐若瑄主演電影《馬德2號》飾 時尚家具店員
- 韋禮安主演電影《什麼鳥日子》飾 網拍買家
- 練建宏導演電影《熱線1999》飾 醫師
- 施君涵導演電影《華麗緣》飾 恩客
- 周美玲導演電影《花漾》飾 流島武士
- 劉振南導演電影《飛啊！卡夫卡》飾 公司學弟
- 張榮吉導演電影《共犯》飾 物理老師
- 香港2015鮮浪潮武俠電影吳兆麟導演《捕快》男配角 魯貴/老鬼
- 香港2015鮮浪潮電影《藝術定義》男配角 丈夫
- 林涵導演電影《繁花盛開》聯合出品人 並 客串 警察
- 謝欣志導演大愛電視電影《愛別離》飾 男主角 世偉
- 陳凌導演騰訊電影《辣妹甜心》飾 男主角 花爸

### 電視劇
- 三立偶像劇《愛情女僕》飾 警察
- 中視偶像劇《愛情來了，請打卡》飾 離島警察
- 八大偶像劇《 華麗的挑戰》飾 電視台節目執行
- 壹電視偶像劇《真的漢子》飾 吵架情侶
- 民視偶像劇《愛似百匯》飾 書店店長
- 八大偶像劇《原來是美男台灣版》飾 林秘書
- 八大偶像劇《明若曉溪》飾 教務主任
- 愛奇藝網路劇《校花的貼身高手》飾 炸彈客
- 公視學生劇展 陳彥翰導演《洛希極限》飾 物理老師
- 公視學生劇展 陳和榆導演《神算》飾 黑社會老大左右手
- 公視學生劇展 王逸鈴導演《夜襲》飾 Mike
- 公視學生劇展 莊知耕導演《陽光空氣水》飾 豪宅銷售主任
- 公視學生劇展 陳彥融導演《嘴上功夫》飾 男主角 黃元霖警官
- 公視學生劇展 金仲華導演《出遊》飾 警察
- 公視學生劇展 莊知耕導演《直線七秒》飾 考場路人
- 公視學生劇展 蔡恩霖導演《生日驚喜》飾 許先生
- 公視學生劇展 徐瑞良導演《我的告別式》飾 亡者大兒子
- 公視人生劇展 林宏杰導演《傑克的爺爺》飾 高中教務主任
- 公視人生劇展 劉振南導演《藥笑24小時》飾 男配角 長孫阿銘
- 大愛電視劇 謝欣志導演《愛別離》飾 男主角 吳世偉
- 華視金選劇場 鄭海伯導演《失父招領》飾 黃代表
- 公視詩選電視劇 何潤東導演《你的婚姻不是你的婚姻－恭請光臨曾賈府喜事》飾 龍主任

### 編導、製作、配音
- 壹電視偶像劇《拜金女王》懷秋飾演的柯麥隆 配音
- 台灣國際圖書交流協會《反盜版教科書篇》導演、製作人、演員
- 短片《不勞騎士》導演、編劇、製作人、演員
- 育達商職微電影製片、選角導演
- 兩岸金善獎宣傳短片《愛的傳遞》導演、編劇、製作人、演員
- 律師先生瑋哥網路頻道編劇、導演
- 品安診所網路頻道編劇、導演
- 中英醫院網路頻道編劇、導演
- CYS假髮接髮網路頻道編劇、導演
- 東森新聞節目《謝祖武的社會實驗》導演
- 投資叫小赫網路頻道編劇、導演

## 廣告、MV、主持

### 廣告作品
- 哈根達斯《向月亮許願》 飾 奕嘉
- 渣打銀行形象短片 飾 投資顧問
- 良福保全微電影《戲說歹完篇》飾 男主角 料天精
- 中信房屋微電影《紅茶姐篇》飾 男主角 房仲業務員
- 萬泰銀行電視與網路廣告《本土劇：學英文》與《孝子特工》飾 打混劇組組長
- 外貿協會綠能產業宣傳影片 飾 汽車結構設計師
- 趨勢科技網路廣告《那些年，我們一起守護的女孩》男主角
- 中興保全網路廣告《省港旗兵》男主角
- 玉泉紅酒廣告《溫昇豪篇》飾 彈吉它青年
- 台北市交通大隊交通宣導廣告 飾 老爺爺
- 康師傅廣告《五月天-食麵八方篇》飾 店小二
- 中信房屋電視與平面廣告《簡單買賣屋篇》飾 年輕爸爸
- HomeBox電視廣告《一直想回家篇》飾 修屋工人
- 台灣高鐵電視形象廣告 飾 高鐵站務人員

### MV作品
- 周杰倫專輯 方文山導演《蘭亭序》飾 公子哥旁跟班
- 田馥甄專輯 比爾賈導演《My Love》飾 泥巴人
- 梁靜茹專輯 《沒有如果》飾 吵架男友

### 節目主持
- 2013 網路節目《草根阿里布達聊天ROOM》製作人/主持人

### 活動主持
- 2016 黃金公主遊輪 Assistant Cruise Director
- 2014 太陽公主遊輪 Chinese Entertainment Director
- 美國運動鞋 Skechers 品牌活動
- 2012 HSBC Family Day匯豐銀行中區家庭日
- 崇茂科技 2011 Fairchild尾牙旺年會
- 世貿廠商聯誼會 尾牙旺年會
- 美商半導體公司尾牙晚會
- 電影《不老騎士》前進釜山影展記者會
- 第四屆兩岸三地電影學校電影節閉幕典禮
- YMCA HI-Y牧耘38週年慶祝晚會 主持人，
- 2010年將心照亮千萬晴扶輪慈善校園演唱會
- 2009年讓台灣更美扶輪慈善校園演唱會
- 台灣國際圖書交流協會 支持正版，最正！記者會
- 台灣兒童伊比力斯家族安全日記者會
- 善牧基金會雙溪扶輪社耶誕晚會
- SOGO百貨關懷聽障耶誕公益暨耶誕點燈儀式
- 台北花博《百合戀》戲前文化導聆 2010年起
- 職訓局多元GO好玩假日市集開幕記者會
- 環保署第21屆企業環保獎頒獎典禮
- 台北市勞工局101年度防治職場就業歧視暨杜絕職場性騷擾宣導成果發表會暨短片徵選頒獎典禮
- 2012台港兩地短片由我創製作大賽成果發表
- 新北市勞工局身障街頭藝人嘉年華
- 新北市勞工局消費得易購記者會
- 2011新北市樂活浮洲藝術嘉年華
- 勞委會職訓局視障按摩季開幕記者會
- 勞委會職訓局30週年慶祝開幕儀式
- 勞委會職訓局30週年慶祝園遊會
- 勞委會職訓局中秋型錄發表暨多元購好玩網站啟用記者會
- 台北縣原民局2010舞動原音‧酷炫300樂團活動
- 台北燈節公共藝術南區牯嶺南海暗夜燈物語
- 板橋區公所視障按摩小棧開幕 主持人
- 台北縣光仁二手商品庇護工場開幕
- 新北市勞工局庇護工場中秋嘉年華
- 新北市勞工局庇護工場柚見中秋嘉年華
- 台北縣勞工局庇護工場產品嘉年華
- 國際扶輪3520地區扶青團年會
- 朱學恆725阿宅反抗軍誓師大會活動
- 教育部技職教育成果發表記者會主持人
- 1997西門町第舞元素街舞競賽活動 主持人

## 外部連結
- 黃一嘉的Facebook專頁
- 黃一嘉AIR的新浪微博
- 黃一嘉在互联网电影资料库（IMDb）上的資料（英文）
- 黃一嘉在香港影庫上的簡介
- YouTube上的黃一嘉頻道